# Aeroportul Decatur
Aeroportul Decatur (IATA: DEC, ICAO: KDEC, FAA LID: DEC) este un aeroport din Illinois, Statele Unite ale Americii ce deservește zona Decatur⁠(d). Aeroportul a fost tranzitat în 2019 de 17.122 de pasageri. A fost numit după zona deservită.
Situat la o altitudine de 208 m, aeroportul dispune de 3 piste.

## Infrastructură

### Piste
Aeroportul dispune de 3 piste: 
- pista 06/24, cu dimensiunile 8.496 picioare × 150 picioare
- pista 12/30, cu dimensiunile 6.799 picioare × 150 picioare
- pista 18/36 din asfalt, cu dimensiunile 5.298 picioare × 150 picioare